# Club athlétique Bordeaux Bègles Gironde
Maillots
Le Club athlétique Bordeaux Bègles Gironde est un club  basé à Bègles, dans la banlieue de Bordeaux. L'équipe première de sa section rugby à XV a fusionné avec celle du Stade bordelais université club pour fonder l'Union Bordeaux Bègles en mars 2006. Le club conserve ses équipes de jeunes jusqu'aux juniors.

## Histoire

### Les débuts
Le club est fondé en mars 1907, par trois frères, Louis, Delphin et André Loche, et Gaston Martin impressionnés par un match de rugby auquel ils assistent entre le SBUC et le Stade toulousain au stade Sainte-Germaine. La nouvelle entité s’installe dans la commune de banlieue de Bègles et est baptisé Club athlétique béglais. Après avoir joué quelque temps dans Bordeaux, ils dénichent un champ portant le nom de son propriétaire au temps de la Révolution Française, le capitaine Musard et en font le siège de leur club.

### La montée en première division

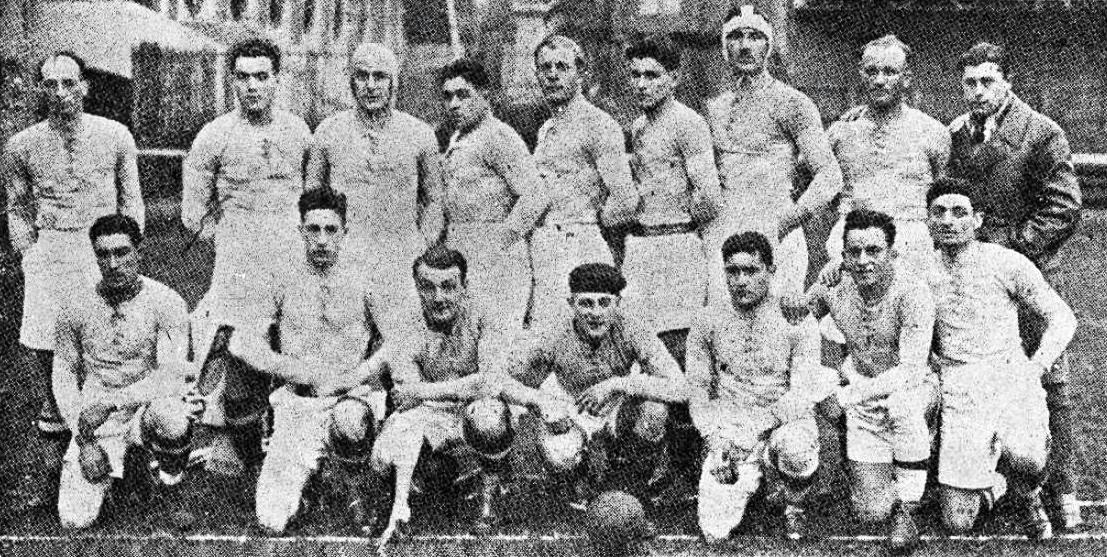
Le Club Athlétique Bèglais, en février 1930.

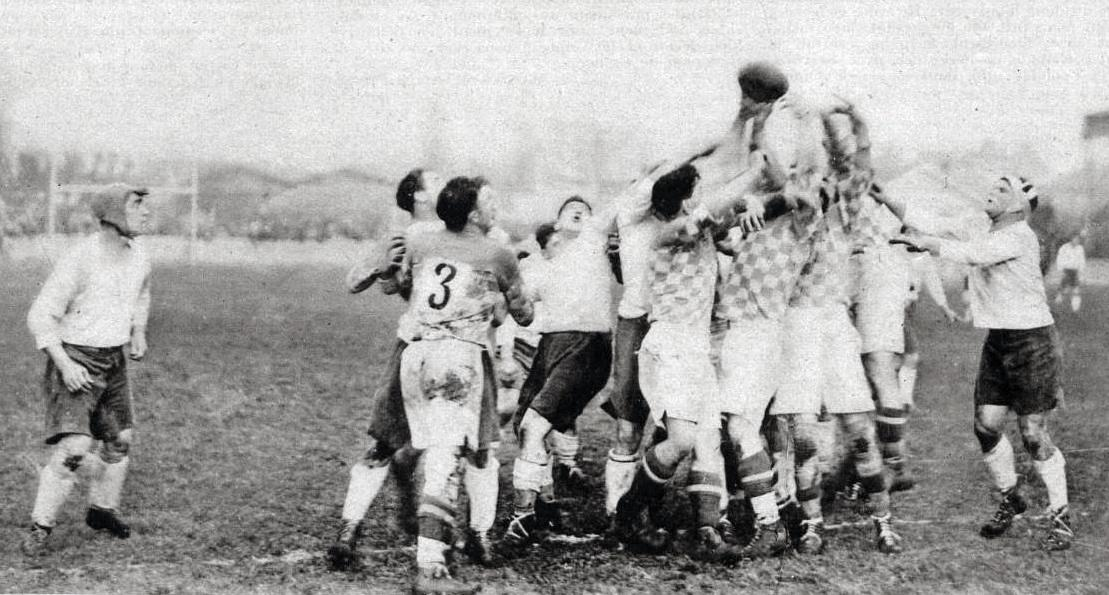
CA Bègles - AS Bayonne en janvier 1932 à Bordeaux - les béglais vainqueurs ont alors un maillot à damiers.

Rapidement, le CAB gravit les échelons et dès 1913, il rejoint l’élite nationale.
Il rafle de nombreux titres du comité Côte d'Argent. Les célèbres damiers du maillot sont dérivés du maillot des Harlequins, l’équipe londonienne en visite à Bordeaux.
En 1934, Bègles termine en tête de sa poule en Championnat mais échoue dans la seconde phase réservée aux 12 meilleurs clubs français.
Les saisons suivantes seront plus difficiles.
En 1935 et en 1936, le club échoue à se qualifier.
En 1937, la CAB termine en tête de sa poule mais échoue dès les huitièmes de finale face à Grenoble.
Les deux saisons suivantes sont difficiles pour Bègles qui échoue dès la première phase.

#### Vainqueur de la coupe de France 1949

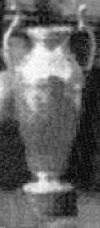
Le CA Bègles gagne la coupe de France 1949.

En 1949, le CAB remporte son premier titre national, la coupe de France, en battant en finale le Stade toulousain (11-8) au Stade Lescure de Bordeaux.
Le club connaît toutefois des lendemains difficiles dans les années 1950, passant parfois près de la relégation en deuxième division comme en 1959 où Bègles termine dernier de sa poule et aurait dû être relégué avant que la FFR ne décide de porter la première division de 48 à 56 clubs.
En Du Manoir, Bègles se qualifie pour la première fois de son histoire en quart de finale en 1961.
Deuxième de son groupe derrière Grenoble, les Girondins sont toutefois largement éliminés par Dax en quart de finale 34-8, encaissant 8 essais.

#### Vice-champion de France 1967
Renforcé par de jeunes joueurs venus faire leurs études à Bordeaux comme le centre de Condom Jean Trillo, Bègles atteint une première fois la finale du Championnat en 1967 après une victoire 8-3 sur Dax en demi-finale, mais le match se solde par une défaite inattendue 11-3 contre l’US Montauban, toujours au stade Lescure.
Jean Trillo connait ensuite sa première sélection internationale lors de la tournée de l'équipe de France en Afrique du Sud.

#### Champion de France 1969

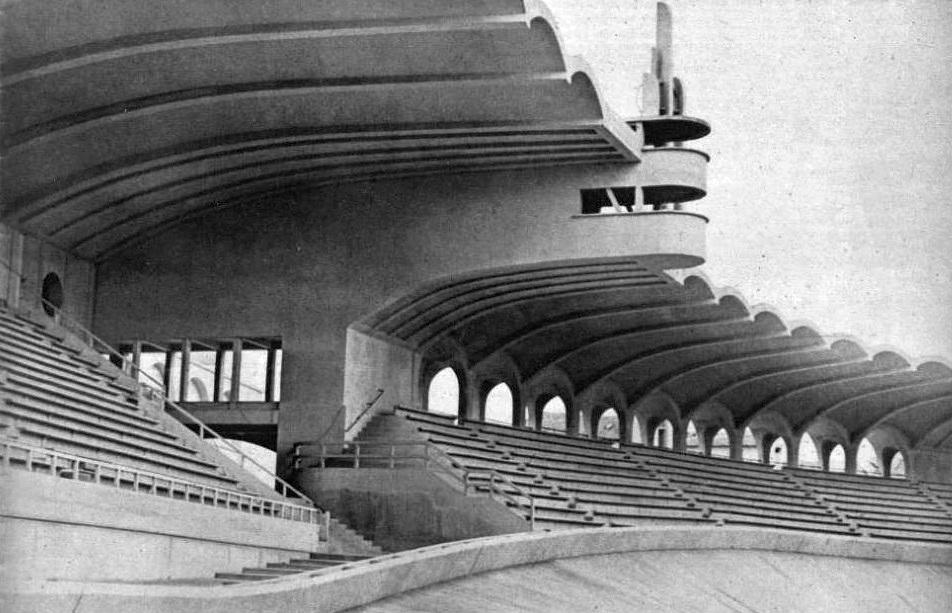
Le parc Lescure à Bordeaux où le CA Bègles devient champion de France contre le Stade toulousain.

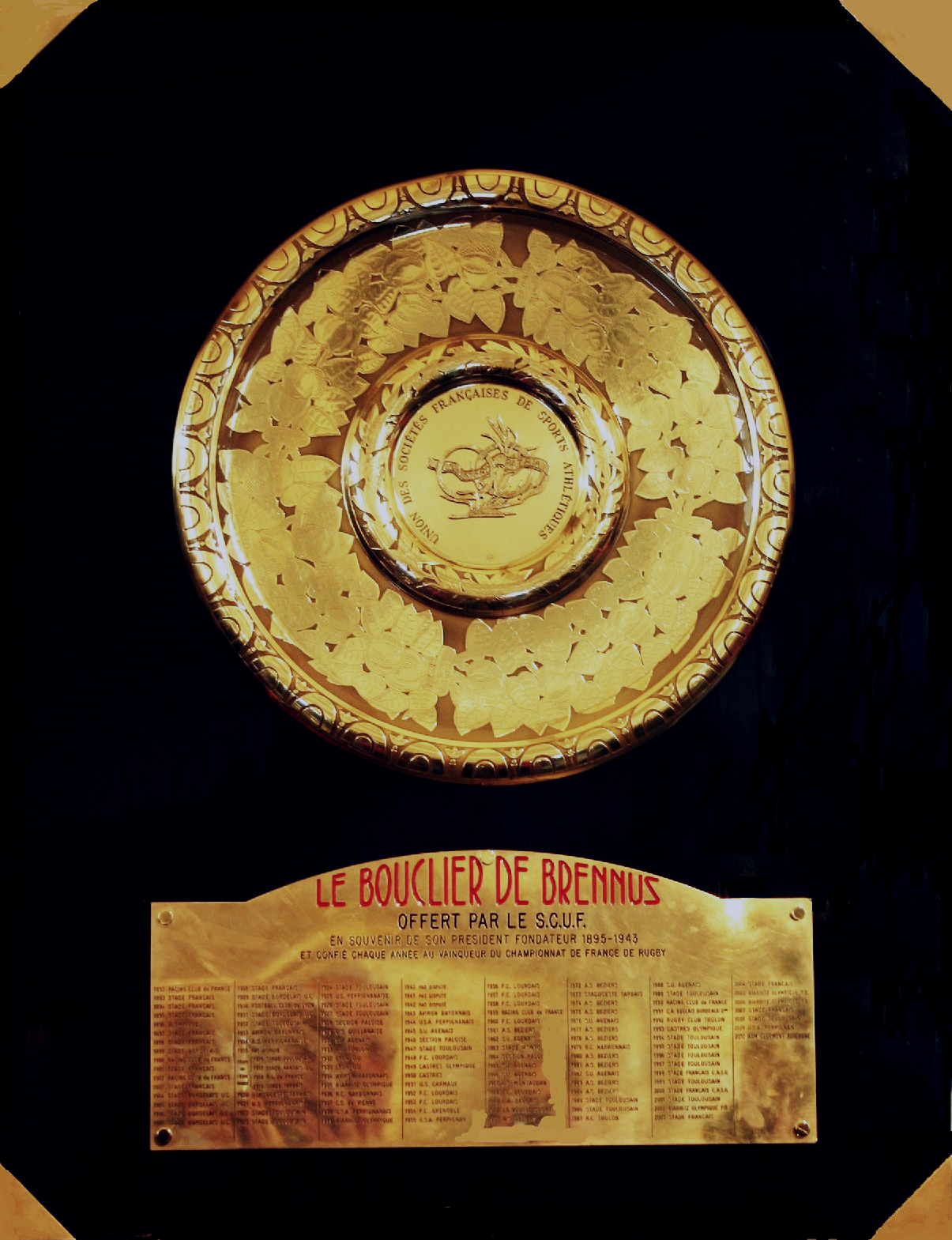
Bègles, champion de France 1969, soulève le Bouclier de Brennus.

Après une victoire sur Dax en demi-finale comme deux ans plus tôt, le CAB gagne enfin son premier titre de champion de France en 1969 en battant Toulouse 11-9 à Lyon.
Vifs et bien organisés, les Béglais tiennent tête au puissant pack toulousain qui gagne la plupart des ballons mais ne pose pas de gros problèmes à la défense des Girondins.
Très complet et, de plus, heureux que son buteur Jacques Crampagne soit plus en réussite que deux ans auparavant, Bègles remporte le titre sur une interception du centre gersois Jean Trillo.

#### Les années difficiles
Cependant l’euphorie ne dure pas.
Bègles sera éliminé dès les seizièmes de finale du Championnat en 1970 puis en huitièmes de finale les 2 années suivantes.
Le 28 Janvier 1973, Bègles vient à bout de Béziers en Du Manoir mettant ainsi fin à deux ans d'invincibilité des héraultais. Le club manqua toutefois la qualification
De 1973 à 1975, Bègles sera éliminé dès les seizièmes de finale tout comme en 1977 et 1978 après un huitième de finale en 1976.
Le club est champion de France juniors Reichel en 1977 après une victoire sur Graulhet en finale.
Bègles n’est pas qualifié en 1979 et perd en seizièmes de finale les deux saisons suivantes.
En 1982, le club est éliminé en huitième de finale aller-retour par l'US Dax, premier club français à l'issue des matchs de poules.
Les difficultés obligent les dirigeants banlieusards à se tourner vers la grande ville de Bordeaux, afin d'en obtenir un soutien financier. Le maire de Bordeaux, Jacques Chaban-Delmas est un ancien joueur du CA Béglais (il a joué, par ailleurs au CASG Paris, et compte une sélection en équipe de France en 1945). Son amitié avec André Moga fait le reste.

#### Le CAB devient CA Bègles Bordeaux
En 1983, le club devient le CA Bègles Bordeaux et André Moga rassuré, laisse la Présidence à Christian Bagate. Le club se retrouve toutefois à nouveau dans les difficultés sportives et financières.
Après 2 huitièmes de finale de championnat en 1983 et 1984, Bègles n’est pas qualifié en 1985 et descend au deuxième échelon l’année suivante.
En challenge Yves du Manoir, Bègles se qualifie pour les quarts de finale en 1984 pour la première fois depuis 1961.

#### Descente et remontée immédiate dans l’élite (1987-1988)
En 1987, André Moga (accompagné de Didier Lafourcade) reprend la Présidence. L'année suivante un accord tripartite associe le Conseil Général à l'opération, et le CABB, devient le CA Bègles Bordeaux Gironde.
Une ère nouvelle se dessine.
Relégué en groupe A2 lorsque l’élite est réduite à 20 clubs pour la saison 1986-87, le club retrouve immédiatement sa place en élite (à 32 clubs) après une phase de brassage et joue même les quarts de finale du championnat 1988, niveau qu’il n’avait plus atteint depuis le titre de 1969.
Puis Bègles est éliminé en huitièmes de finale du championnat en 1989 et 1990.

#### Champion de France 1991

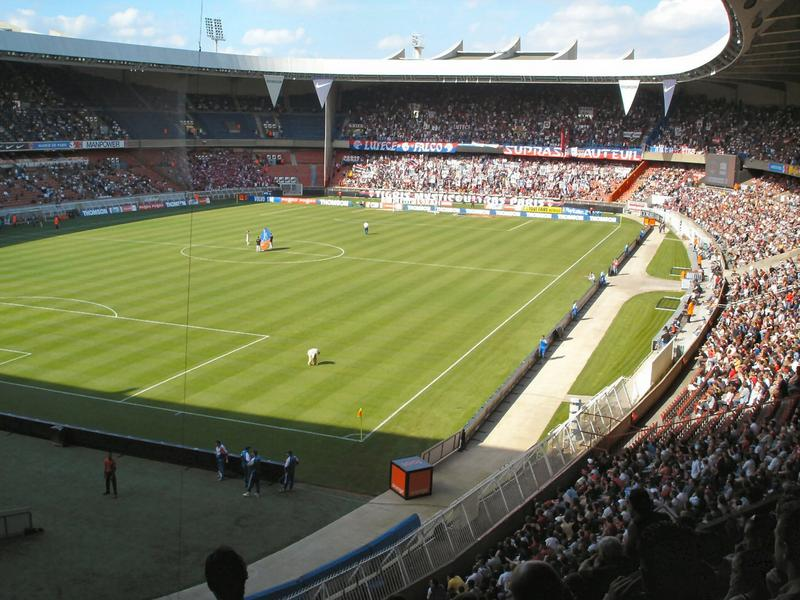
Le parc des Princes à Paris où le CABBG remporte un deuxième titre de champion en 1991.

C’est sous la nouvelle appellation CABBG que le club remporte un nouveau titre en 1991 toujours contre le Stade toulousain au Parc des Princes (19-10) après avoir éliminé le RC Toulon à l'issue d'un match houleux,. À la manœuvre, un demi de mêlée électrique, Bernard Laporte, qui mène un pack de fer, baptisée la tortue béglaise, au sein duquel la première ligne, composée de Serge Simon, Vincent Moscato et Philippe Gimbert et surnommée les Rapetous en raison de leurs crânes rasés, plie tout ce qui se présente devant elle.

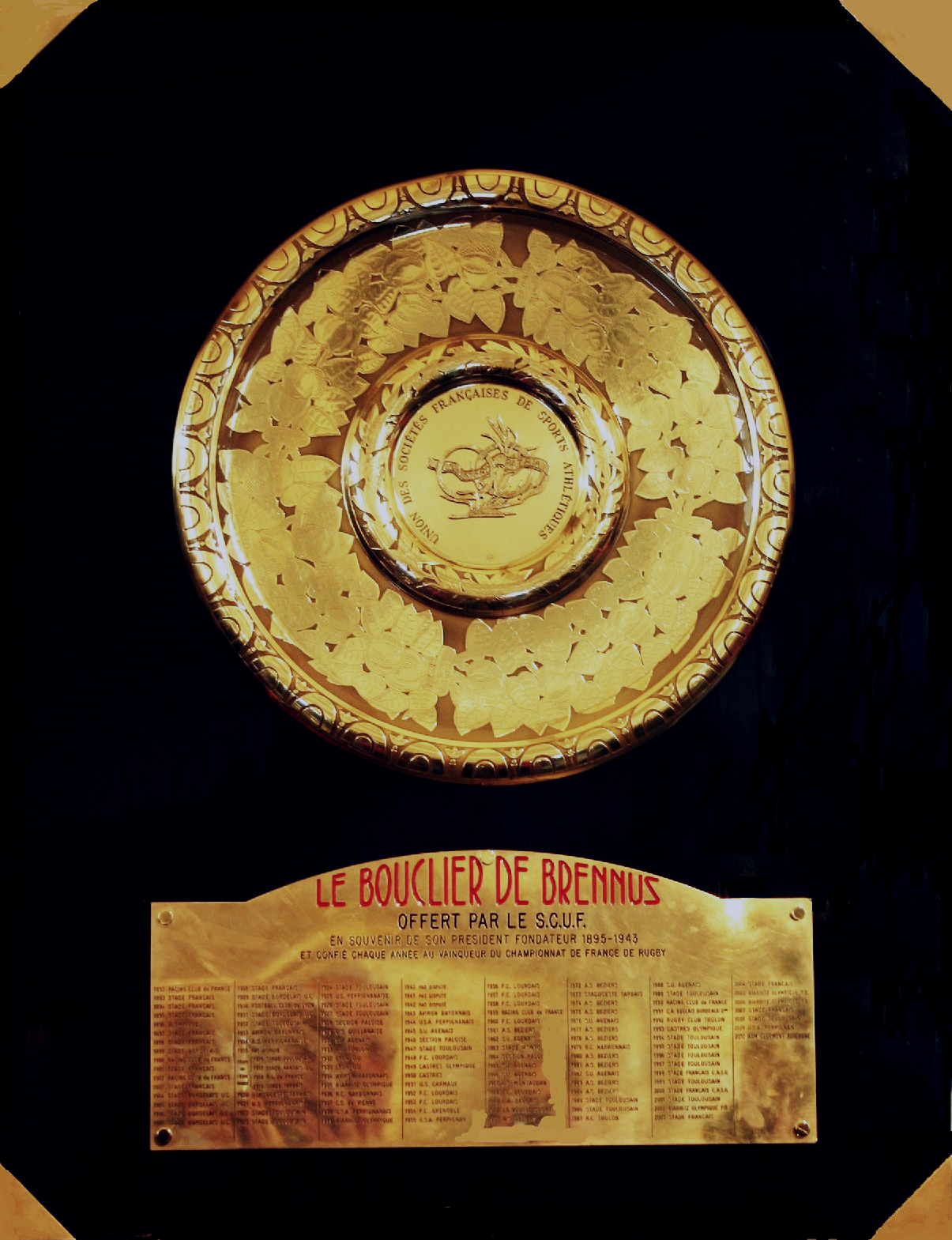
Le CABBG remporte un deuxième Bouclier de Brennus.

1. Serge Simon  2.  Vincent Moscato  3. Philippe Gimbert
4. André Berthozat  5. Christophe Mougeot
6. Michel Courtiols  8. Jean-Jacques Alibert  7.  Sébastien Conchy
9. Bernard Laporte   10. Christophe Reigt
11. William Téchoueyres   12. Philippe Soulé  13. Régis Frentzel  14.  Marc Sallefranque
15. Marc Geneste

Remplaçants : Laurent Verge, Christian Delage, Éric Michaud, François Labat, Patrick Tauzin, Thomas Clamens
La même année, Bègles dispute la finale du Challenge mais est battu 13-12 par le RC Narbonne qui réussit ainsi un triplé historique.
Ces bons résultats permettent à la première ligne du club d'être entièrement sélectionnée en équipe de France pour partir en tournée. Stigmatisé pour sa violence lors du match États-Unis - France, Serge Simon est toutefois  écarté définitivement du XV de France lors de sa deuxième sélection
En 1992, Bègles est éliminé à la surprise générale par Chalon dès les seizièmes de finale du Championnat alors qu'il a terminé en tête de sa poule.
En tête également de sa poule en Challenge, Bègles est éliminé par le RC Toulon.
À la mort d’André Moga, en décembre 1992, ses fils reprennent le flambeau de la présidence. Alain et Michel d'abord, avant qu’Alban ne prenne la tête du directoire de la toute nouvelle SAOS en 1998.
Le club, dont l'effectif est largement remanié après notamment les départs de Vincent Moscato, Serge Simon, Philippe Gimbert et Christophe Reigt, manque de peu la qualification pour les quarts de finale du championnat en 1993 et en 1994 tandis qu'en Challenge, il atteint les quarts de finale en 1993.

#### Finaliste du challenge du Manoir 1995
Après ces trois saisons creuses ou le club ne se qualifie pas, le CABBG atteint les quarts de finale du championnat  championnat 1995 et est aussi finaliste du challenge Yves Du Manoir (défaite 41-20 contre le Stade toulousain), ce qui lui permet de participer à la première coupe d’Europe.
Il passe ensuite professionnel et effectue de bonnes saisons.
En 1996, il se qualifie pour les huitièmes de finale du Championnat et les quarts de finale du Challenge où il est battu par Toulon alors qu'il était le seul club invaincu à l'issue de la phase de poule.
Bègles  manque par contre la qualification en coupe d’Europe puisqu'après une victoire sur la pelouse de l'Ulster, il concède le match nul à domicile contre Cardiff qui se qualifie  ainsi au goal-average. 
En 1997, le club est notamment renforcé par l'international Olivier Brouzet, deuxième ligne des mammouths de Grenoble qui vient de disputer la Coupe du monde avec l'équipe de France. Le club atteint les quarts de finale du Championnat puis les quarts de finale du Bouclier Européen.
En Championnat, Bègles dispute deux nouveaux quarts de finale de Championnat en 1998 et 1999 ainsi que deux demi-finales de coupe de France en 1998 et 1999.
Lors de la saison 2000-2001, il se maintient dans l’élite réduite de 21 à 16 clubs et fatale à certains clubs historiques.
C'est à la fin de cette saison qu’il passe de SAOS en SASP (société anonyme sportive et professionnelle).
Malheureusement, tous les projets de développement tombent à l’eau, dont certains semblaient démesurés, malgré les soutiens prestigieux de certains d’entre eux, sportifs du sérail (Thierry Lacroix, Bernard Laporte), célébrités (Gérard Depardieu) ou figures de la finance et des affaires (Rafik Khalifa ou Kevin Venkiah, qui sera un éphémère président). Bègles devient le symbole des dérives du « rugby fric ». Les ennuis financiers se multiplient et le club se retrouve au bord du dépôt de bilan.

#### Relégation administrative en Pro D2 en 2003
En 2003, la Direction nationale d'aide et de contrôle de gestion (DNACG), organe de contrôle de gestion des clubs de la Ligue nationale de rugby, prononce une première rétrogradation du club en Pro D2 en 2002, mais celui-ci se sauve en appel. L’année suivante, le couperet tombe : Il est rétrogradé en Pro D2.
En juillet 2003, la municipalité de Bordeaux décide de ne pas renouveler sa subvention annuelle de 450 000 euros. En avril 2004, le tribunal de commerce de Bordeaux place le club en redressement judiciaire, en raison d’une dette estimée de 1,5 million à 2 millions d’euros, les dirigeants s’engageant à rembourser en faisant appel à des investisseurs. Cela n’aboutit pas et la liquidation judiciaire est prononcée pour l’équipe professionnelle en juin 2004. Le CABBG quitte l’élite professionnelle. Il est rétrogradé en championnat amateur (Fédérale 1) en 2004-2005. En 2006, la fusion de l’équipe première avec celle du Stade bordelais ramène le professionnalisme à Bègles sous la forme de l’USB-CABBG (voir  l’article pour les détails de la fusion). Le CABBG ne compte plus aujourd’hui que ses équipes de jeunes.

## Identité visuelle

### Logo

Évolution du logo
Ancien logo du CA Bègles.
Logo.

## Palmarès

### Détail du palmarès
- Championnat de France de première division :
  - Champion (2) : 1969 et 1991
  - Vice-champion (1) : 1967

- Challenge Yves du Manoir :
  - Finaliste (2) : 1991 et 1995

- Coupe de France :
  - Vainqueur (1) : 1949

- Championnat du comité Côte d'Argent Honneur[11] :
  - Champion (9) : 1919, 1923, 1925, 1926, 1927, 1928, 1929, 1930 et 1932
- Concours du Jeune Rugbyman : Dubroca 1968 / Lafourcade Didier 1971 / Christophe Reigt 1982.

### Finales du club
| Date de la finale | Vainqueur          | Finaliste        | Score | Lieu de la finale       | Spectateurs |
| 28 mai 1967       | US Montauban       | CA Bègles        | 11-3  | Parc Lescure, Bordeaux  | 32 115      |
| 18 mai 1969       | CA Bègles          | Stade toulousain | 11-9  | Stade de Gerland, Lyon  | 22 191      |
| 1er juin 1991     | CA Bègles Bordeaux | Stade toulousain | 19-10 | Parc des Princes, Paris | 48 000      |

## Personnalités du club

### Joueurs emblématiques
- Guy Accoceberry
- Lisandro Arbizu
- Laurent Armand
- Simon Azoulay
- Juan Carlos Bado
- Philippe Bernat-Salles
- André Berthozat
- David Bortolussi
- Olivier Brouzet
- Bastien Sipielski
- Olivier Brouzet
- Ali Koko
- Jacques Chaban-Delmas
- Patrice Collazo
- Grégoire Yachvili
- Michel Courtiols
- Tudor Constantin
- Jacques Crampagne
- Laurent Dehez
- Seti Filo
- Kiniviliam Salabogi
- Olivier Diomandé
- Daniel Dubois
- Thierry Dusautoir
- Philippe Etchebest
- Alifeleti Fakaongo
- Ignacio Fernández Lobbe
- David Gérard
- Philippe Gimbert
- Sébastien Kuzbik
- François Labat
- Luc Lafforgue
- Jean-Baptiste Lafond
- Patrice Lagisquet
- Raoul Lajus
- Bernard Laporte
- Christophe Laussucq
- Stéphane Leymarie
- Germán Llanes
- Léon Loppy
- Agustin Lopresti
- Sébastien Loubsens
- Ludovic Loustau
- Michel Macurdy
- Luca Martin
- Federico Méndez
- Éric Michaud
- Alban Moga
- Vincent Moscato
- Christophe Mougeot
- Francis Ntamack
- Gérald Orsoni
- Sébastien Paillat
- Scott Palmer
- Pierre Pédeutour
- Augusto Petrilli
- Michel Périé
- Alexandru Manta
- Marc de Rougemont
- Lionel Rinck
- Eric Rush
- Serge Simon
- Philippe Soulé
- Olivier Sourgens
- Jean-Marc Souverbie
- William Téchoueyres
- Jean Trillo
- Ludovic Valbon
- Henri-Pierre Vermis

### Entraîneurs
- Coco Blorville
- Pierre Lupuyau
- 1966-1967: Gérard Vidal
- 1968-1979 : Jacky Jameau
- 1979-1980 : Elichondo
- 1980-1981 : "Zaza" Pédemay
- 1981-1983 : Jacques Crampagne
- Alain Moretti
- 1988-1990 : Yves Appriou
- 1990-1992 : Christian Delage et Yves Appriou
- 1992-1993 : Yves Appriou et Francis Lartigue
- 1993-1996 : Christian Lanta et Francis Lartigue
- 1996-1997 : Christian Lanta et Pierre Chadebech
- 1997-2000 : Philippe Berbizier
- 2000-2002 : Christian Martinez
- 2002-2002 : Christophe Reigt et Philippe Gimbert
- 2002-2003 : Guy Accoceberry (manager), Christophe Reigt et Philippe Gimbert (entraîneurs)
- 2003-2004 : Frédéric Garcia et Christophe Reigt

### Préparateurs physiques
- PP : Steve Nance
- Nicolas Foulquier
- Patrice Zapata